# Шилиндру (Бихор)
Шилиндру (рум. Șilindru) насеље је у Румунији у округу Бихор у општини Шимијан. Oпштина се налази на надморској висини од 113 m.

## Становништво
Према подацима из 2002. године у насељу је живело 995 становника.

### Попис2002.
| Расподела становништва по националности 2002.‍ | Расподела становништва по националности 2002.‍ | Расподела становништва по националности 2002.‍ | Расподела становништва по националности 2002.‍ | Расподела становништва по националности 2002.‍ |
| --------------------------------------------- | --------------------------------------------- | --------------------------------------------- | --------------------------------------------- | --------------------------------------------- |
|                                               |                                               |                                               |                                               |                                               |
| Румуни                                        | Румуни                                        |                                               | 233                                           | 23,4%                                         |
| Мађари                                        | Мађари                                        |                                               | 487                                           | 48,9%                                         |
| Роми                                          | Роми                                          |                                               | 251                                           | 25,2%                                         |
| Украјинци                                     | Украјинци                                     |                                               | 12                                            | 1,2%                                          |
| Немци                                         | Немци                                         |                                               | 12                                            | 1,2%                                          |